# Romulus (Michigan)
Romulus ist eine Stadt im Wayne County im US-Bundesstaat Michigan mit 25.178 Einwohnern (Stand: Volkszählung 2020). Die Stadt ist die westlichste Ortschaft im Downriver genannten Gebiet von Wayne County.
In Romulus befindet sich der Detroit Metropolitan Wayne County Airport, der unter anderem durch einen Flugzeugabsturz bekannt wurde, den nur ein Kleinkind überlebte (Northwest-Airlines-Flug 255). Wichtig für die Wirtschaft von Romulus ist ein Werk von General Motors (Romulus Engine), das 1976 eröffnet wurde.
Romulus bildet den Hintergrund für den Song Romulus von Sufjan Stevens auf seinem 2003 erschienenen Album Michigan.

## Geographie
Nach den Angaben des United States Census Bureau hat die Stadt eine Fläche von 93,0 km². Im Norden wird sie von der Van Born Road begrenzt, im Süden von der Pennsylvania Road, im Osten von der Inkster Road und im Westen von der Hannan Road.

### Angrenzende Gemeinden
- Wayne (Norden)
- Westland (Nordosten)
- Taylor (Osten)
- Huron Charter Township (Süden)
- Brownstown Township (Südosten)
- Van Buren Township (Westen)

## Bevölkerung
Bei der Volkszählung 2000 wurden 22.979 Einwohner gezählt, davon 65,36 % Weiße und 29,99 % Afro-Amerikaner, der verbleibende Anteil verteilte sich auf mehrere Volksgruppen. Nach einem Kriminalitätsbericht des FBI aus dem Jahr 2007 war die Einwohnerzahl auf 24.269 gestiegen. Das Pro-Kopf-Einkommen betrug 19.679 US-Dollar, etwa 12,6 % der Bevölkerung lebte unterhalb der Armutsgrenze.

## Geschichte
Der erste weiße Siedler in Romulus war der Frankokanadier Samuel Polyne, der 1826 ein Stück Land in Anspruch nahm, die Gegend allerdings kurz nach der Einrichtung des Romulus Townships im Jahr 1835 wieder verließ. Ab 1830 ist eine zunehmende Anzahl von Siedlerfamilien bekannt, die das Gebiet des späteren Romulus besiedelten. Die dort entstehende Gemeinde nahm später den Namen des umgebenden Townships an.
Romulus Township wurde am 17. März 1835 aus einem Teil von Huron Township gebildet, und die erste Versammlung des Townships wurde am 16. April 1835, zwei Jahre vor der Aufnahme von Michigan in die Vereinigten Staaten, im Haus des Joseph T. Pullen abgehalten. Der erste Vorsitzende wurde David J. Pullen. Das Township wurde im Jahr 1845 in ‚Wayne Township‘ umbenannt, der Name drei Jahre später aber wieder in ‚Romulus‘ geändert.
Romulus erlangte den Status als Stadt im Jahr 1970.

## Bildung
Die Bildungseinrichtungen von Romulus sind im Romulus Community School District zusammengefasst. Bestandteil des Districts sind die Romulus High School, die Romulus Middle School, die Romulus Community High/Middle School und sechs Grundschulen (Barth, Cory, Halecreek, Merriman, Romulus und Wick Elementary School). Weitere Bildungsmöglichkeiten bestehen an den Summit Academy Schools und der Metro Charter Academy (NHA).

## Sehenswürdigkeiten
Unter den Sehenswürdigkeiten von Romulus ist das Samuel Kingsley Home hervorzuheben, in dem Samuel L. Kingsley kurz vor der Abschaffung der Sklaverei flüchtige Sklaven verbarg. Das Haus wurde von seinem ursprünglichen Ort verschoben und vor dem Romulus Historical Museum in der Hunt Street wieder aufgebaut. Einen herausragenden Platz nimmt auch die White Church an der Ecke Pullens Corner / Five Points ein, nach der ein historischer unterirdischer Bahnhof benannt war. Die Kirche trägt heute den Namen Romulus Wesleyan Church.
Weitere Sehenswürdigkeiten von Romulus sind
- Romulus Memorial Cemetery
- Block’s Greenhouse & Produce Market
- Peter C. Byrd Home in der Wayne Road und der Grant Street
- Merril - Morris House
- Grange Hall (heute Western Wayne Alano Club)
- Morris Homestead
- Romulus School House No.# 1 (heute Romulus Historical Museum)
- Old Romulus South Junior High School

Einige dieser Örtlichkeiten sind als Michigan Historic Sites ausgewiesen, stehen also unter dem Schutz des Staates Michigan.

## Parks und Freizeit
Romulus besitzt eine ganze Reihe von Parks, die fast alle vom Department of Parks & Recreation verwaltet werden. Aufgrund seiner Lage in der Nähe des Detroit Metro Airports gut erreichbar ist der große Freizeitpark des Romulus Athletic Center (R.A.C.), der über ein großes Bad und weitere Freizeiteinrichtungen verfügt.